# RQ-4 글로벌 호크
노노스롭 그루먼 RQ-4 글로벌 호크(영어: Northrop Grumman RQ-4 Global Hawk, 개발 당시 명칭은 Tier II+)는 미 공군에서 정찰기로 사용되는 무인 항공기(Unmanned Aerial Vehicle, UAV)이다. 고고도 장기체공기라고 하여 HALE기라고 불린다.
곧 록히드 U-2를 대체하게 될 것이라고 발표되었지만 U-2는 퇴역하지 않고 운용중이다.

## 역사
2019년 6월 20일, 이란의 코다드-3 지대공 미사일이 글로벌 호크를 격추했다. 처음에는 노스롭 그루먼 MQ-4C 트리톤이라고 발표했었다.

## 개요
글로벌 호크는 그 역할과 설계에서 1950년대 개발된 노후한 록히드 U-2기와 비슷하다. 야전지휘관에게 전역(戰域)의 전체적인 상황 정찰과 특정한 목표에 대한 정밀 정찰을 제공할 수 있다. 글로벌 호크는 목표지점에서 오랫동안 체공하며 넓은 지역에 걸쳐 고해상도의 합성개구레이다(合成開口레이다, Synthetic Aperture Radar, SAR) — 구름층이나 폭풍우를 통과하여 볼 수 있음 — 영상과 전자-광학/적외선(EO/IR) 영상을 제공할 수 있다. 글로벌 호크는 대규모 전쟁이나 지역분쟁, 위기 상황 등에서 다양한 범위에 걸친 폭넓은 첩보를 수집을 할 수 있다. 정찰능력이 탁월하여 보다 정밀하게 표적을 타격할 수 있게 해주고 아군이 안전하게 방어할 수 있게 해준다고 미 공군은 주장한다.
RQ-4A란 명칭은 "R"은 정찰, "Q"는 무인항공기, 4는 네 번째 시리즈, "A" 또는 "B"는 형식 또는 개량형을 각각 지칭하는 미국방성의 공식 호칭이다. 글로벌 호크는 미국 연방항공국(Federal Aviation Administration, FAA)으로부터 사전신고없이도 미국 영공의 민간 공로(空路)를 비행할 수 있도록 인증받은 첫 번째 무인 항공기이다.
 이 결정은 향후 자동조종 민간항공기를 포함한 무인항공기의 발전에 획기적인 계기를 마련한 것이라고 할 수 있다.

### 장비된 시스템
글로벌 호크 무인항공기 시스템은 비행체 부문과 지상 부문로 구성되어 있는데 비행체 부문은 정찰 센서 장비, 항공전자장비, 통신 데이터 링크로 구성되어 있고, 지상부문은 이륙및회수부 (Launch and Recovery Element, LRE), 지상 통신장비를 포함한 작전통제부 (Mission Control Element, MCE), 그리고 지원부와 훈련 받은 운용인력으로 구성되어 있다.
글로벌 호크의 내장 센서부 (Integrated Sensor Suite, ISS)는 레이시온(Raytheon)이 공급하는데, 록히드 U-2의 ASARS-2를 개조한 HISAR 합성개구레이다와 전자-광학/적외선(EO/IR) 센서를 가지고 있다. 전자-광학/적외선 센서들과 합성개구레이다는 병행하여 운용할 수 있고, 둘 다 넓은 지역의 탐색 영상이나 좁은 지역의 고해상도 스폿영상을 제공할 수 있다. 합성개구레이다는 이동표적 지시모드 (ground moving target indicator (GMTI) mode)에서는 움직이는 표적의 위치와 속도를 탐지하여 문자로 표시할 수 있다.
합성개구레이다와 전자-광학/적외선 센서에서 나온 영상은 비행체 자체에서 내부처리되어 프레임 별로 따로 따로 작전 통제부(MCE)에 전송된다. 작전통제부에서는 보내온 각각의 프레임을 조합하여 전체적 영상을 만들어 다른 곳에 배포한다.
비행체의 운항은 관성항법장치와 자체적 GPS(Global Positioning System, GPS)를 이용한다. 글로벌 호크는 외부의 조종없이 독자적으로 작전을 수행할 수 있으며 정찰 데이터를 인공위성 데이터 링크를 경유하여 무선 통신(Ku 대역 또는 UHF 대역 전파)으로 비행체에서 작전통제부로 전송한다.
수신장비를 갖춘 사용자가 직진 가시 위치 (line-of-sight)에 있을 때에는 무인항공기는 통상적 통신 데이터 링크를 통해서 직진 가시 범위 내의 지상국에 직접 영상을 전송할 수도 있다.
지상 부문은 작전의 기획, 통제, 영상처리와 배포를 담당하는 작전통제부; 비행체의 이륙과 회수를 담당하는 이륙및회수부; 그리고 관련 지상지원장비 등으로 구성되어 있다. 비행체는 이륙과 착륙시에는 지상의 이륙및회수부의 고정밀 차동 위성항법 시스템(differential GPS)으로부터 정밀한 위치 측정과 위치 교정의 도움을 받으며 임무 수행 중에는 암호화된 고정밀 위성항법시스템 (coded GPS)과 관성항법시스템을 사용하여 자체적으로 운항한다.
지상 부문의 작전통제부와 이륙및회수부는 분리하여 운용할 수 있으므로 두 부분을 나누어 지리적으로 떨어진 위치에서 운용할 수 있어서 작전통제부를 주된 작전지역의 사령부에 배치하여 운용할 수 있다. 비행체와의 직접 가시범위 통신을 위한 안테나나 인공위성 통신용 안테나를 외부에 설치하면, 두 부분 다 군대 막사에서도 설치운용할 수 있다.

## 단가
F-16이 대당 350억원인데 비해, 대체될 록히드 U-2는 대당 4300억원이다. 최신형인 글로벌 호크는 대당 8000억원으로 가격이 치솟았다. F-16 22대 가격이다. 당초엔 2억달러(2천억원)으로 알려져 있었다.
미국, 독일, 대한민국이 보유하고 있다.

## 엔진
글로벌 호크는 롤스로이스 1만 파운드 추력, 무게 700 kg인 엔진 1개를 사용한다. 한국 최초의 국산 전투기 FA-50은 제네럴 일렉트릭 1만 파운드 추력, 무게 1톤인 F404 엔진 1개를 사용한다. 다만, F404 엔진은 애프터버너 기능이 있다.

## 현황
2013년 현재 미국 국방예산 감축으로 인하여 680조 원이며 글로벌 호크 블록 40에 대한 모든 예산이 삭감되었으며, 그로 인해 현재 블록 30을 조금 업그레이드 시키는걸로 블록 30을 대체예정중에 있다.
블록 X도 있다. 블록 X는 탄도미사일 전용이다.

## 개발및 특성

### 일반 특성
- 계약자: 노스롭 그루먼. 유로 호크 제작에는 EADS도 참여했다.
- 착륙방식: 활주로
- 이륙방식: 활주로
- 고도: 19500m
- 지속시간: 24에서 36 시간
- 엔진: 롤스로이스 AE 3007H 터보팬 엔진
- 길이:
  - RQ-4A: 13.4 m
  - RQ-4B: 14.5 m
- 무게:

RQ-4A: 11,600 kg
- 날개폭:

RQ-4A: 35.4 m
RQ-4B: 39.9 m
- 속도:
  - 순항속도: 250 km/h
  - 최대속도: 636 km/h
- 가격: 대당 4500만 달러 (최소 추정치, 연구비 포함시 7000만 달러 예상)

## 정찰 성능
글로벌 호크의 정찰 센서는 ISS(Integrated Sensor Suite)라고 부르며, 레이시온에서 제작한다. 최근에는 50% 성능을 향상시킨 Enhanced Integrated Sensor Suite(E-ISS)를 개발했다.
CCD TV와 IR 센서를 통해서 탐지된 물체가 비행기, 자동차, 미사일인지의 여부를 식별할 수 있다.
SAR 레이다는 3가지 모드가 있다:
- 0.3 m 해상도(가로세로 0.3미터의 물체가 1개의 점으로 표시된다)의 Spot mode
- 1 meter 해상도의 Wide Area Search mode
- 2.1 m/s (7.5 km/h 또는 4 kn)의 최저 속도를 가지는 이동물체를 탐색하는 Moving Target Indicator mode

1대의 글로벌 호크는, 1미터 해상도인 Wide Area Search mode를 사용했을 경우, 24시간 동안 138,000 평방킬로미터의 지역을 스캐닝할 수 있다. 탐지거리는 250 km 정도이다.
0.3미터 해상도인 Spot mode를 사용하면, 24시간 동안 4 평방킬로미터의 지역으로 된 사진 1,900장(7,600 평방킬로미터)을 촬영할 수 있다.
Moving Target Indicator mode를 사용하면, 1분에 15,000 평방 킬로미터의 지역을 정찰할 수 있다.

## KPU-STC
2008년 5월 7일, 대한민국의 한국산업기술대학교와 삼성탈레스가 공동으로 글로벌 호크의 30 cm 해상도에 가까운 40 cm 해상도의 SAR인 KPU-STC를 개발하는 데 성공했다. 가민호 교수는 "1, 2년 뒤에 고속 디지털 칩이 개발되면 우리가 만든 레이다의 구조를 조금만 바꿔도 최고 12.5cm급의 영상을 얻을 수 있다"고 밝혔다.
2011년 1월 13일 ETRI는 세계 최고 수준의 송수신 다기능 칩인 MMIC(마이크로파 집적회로), 고출력 증폭기 MMIC, 트랜스미터 모듈 등을 개발하는데 성공했다고 밝혔다. AESA와 SAR의 핵심부품이다. MMIC 제조기술은 현재 미국과 프랑스 2개 국가만 보유하고 있다.

## 한국형 중고도 무인기
한국은 무게 5톤인 중고도 무인기(MALE)는 한국형 중고도 무인기를 개발하고, 무게 10톤인 고고도 무인기(HALE)은 미제 글로벌 호크 4대 1세트를 1조 3천억원에 구매하였고 2020년 상반기까지 전력화될 계획이다.
그러나, 메일기와 헤일기는 무게와 최대고도만 차이가 나는 것이지, 정찰기의 핵심인 카메라는 동일한 성능이기 때문에, 사실상 별 차이가 없다. 따라서, 두 사업은 중복사업이라는 비판이 계속 지적되어, 한 때 한국형 중고도 무인기 사업이 취소되었다가 비판여론에 다시 되살리기도 했다. 한국형 중고도 무인기 도입론, 글로벌 호크 도입론, 병용론의 세가지 견해가 대립하였으며, 2013년 11월 박근혜 정부는 병용론을 최종 채택해 둘 다 도입하기로 했다.
글로벌 호크의 핵심인 카메라는 해상도 30 cm인 합성개구레이다를 사용한다. 1950년대 개발되어 주한미군에 배치되어 수십년간 대북감시의 핵심수단으로 사용되고 있는 록히드 U-2 정찰기가 해상도 30 cm인 합성개구레이다(SAR)를 사용한다. 글로벌 호크와 록히드 U-2는 고도 20 km에서 해상도 30 cm SAR로 정찰하는 점은 동일하고, 유인인가 무인인가의 차이만 있을 뿐이다.
한국형 중고도 무인기는 고도 15 km에서 해상도 30 cm SAR로 정찰한다. 따라서 글로벌 호크와 별 차이가 없다. 중복사업이라는 지적이 일리가 없지는 않다. 한국산이 최대고도 15 km라고 밝힌 적은 없으나, 롤모델인 MQ-9 리퍼의 최대고도가 15 km이다. 한국산은 리퍼와 같은 무게 5톤이며, 꼬리 부분의 외형도 동일한 Y자 형태이다. 따라서, 최대고도가 15 km라고 추정된다.
- 록히드 U-2,  미국, 무게 18톤, 최대고도 20 km, 해상도 30 cm SAR, 12시간 정찰가능, 1인승
- 글로벌 호크,  미국, 무게 10톤, 최대고도 20 km, 해상도 30 cm SAR, 28시간 정찰가능
- 금강정찰기,  미국, 무게 12톤, 최대고도 12 km, 해상도 30 cm SAR, 6시간 정찰가능
- 팰콘정찰기,  프랑스, 무게 18톤, 최대고도 15 km, 해상도 30 cm SAR, 6시간 정찰가능
- 한국형 중고도 무인기,  대한민국, 무게 5톤, 최대고도 15 km, 해상도 30 cm SAR, 28시간 정찰가능

프랑스 탈레스 그룹과의 합작기업인 삼성탈레스는 최근 해상도 40 cm SAR인 KPU-STC를 개발했다. LG 그룹 계열사인 LIG넥스원(구 LG정밀)은 해상도 30cm인 NexSAR를 개발했다. 러시아 기술이라고 한다. 즉, 한국은 글로벌 호크의 최대고도 20 km에 근접한 최대고도 15 km의 무인기 동체 개발을 거의 완료했고, 글로벌 호크와 동일한 성능의 카메라를 삼성은 프랑스, 엘지는 러시아에서 도입해 국산 개발을 거의 완료했다.
한국은 주한미군 록히드 U-2를 대체하고 한국군이 독자적으로 북한을 감시하기 위해 금강정찰기 8대를 2000년 미국에서 수입한 적이 있다. 록히드 U-2와 동일한 성능의 SAR가 휴전선에서 금강산까지 365일 24시간 동영상 감시가 가능하다고 해서, 이름이 금감정찰기이다. 그러나, 미국은 한국군의 요구를 무시한 저성능의 합성개구레이다를 수출했으며, 수리부속의 공급문제로 상당수가 운영불가라는 지적을 국정감사에서 받은 적이 있다. 원래 금강정찰기는 해상도 30 cm의 SAR를 탑재할 것이라고 대대적으로 보도했다고 했으나, 실제 도입된 SAR는 저성능이어서, 거짓으로 드러났다. 즉, 요약하면, 미국산 정찰기 수입은 한차례 크게 실패하여 전력공백이 발생한 전례가 있다. 이에 따라 2000년 도입된 금강정찰기 4대와 백두정찰기 4대를 조기퇴역시키고, 2015년 팰콘정찰기 4대로 교체할 계획이다.
정찰기의 최대고도는, 테스트상의 최대고도이고, 실제 운영고도는 절반이라고, 일반적으로 알려져 있다.

## 같이 보기
- 정찰기
- UAV
- U-2: 미국 록히드 마틴의 고고도 유인 정찰기
- EL/M-2055: 이스라엘 정찰용 UAV에 탑재되는 SAR

유사 항공기
- IAI 이단: 이스라엘의 HALE UAV
- EADS 탤러리온
- 성층권 비행선

관련 목록
- MQ-1 프레데터 - RQ-2 파이오니어 - RQ-3 - RQ-4 글로벌 호크 - RQ-5 - RQ-6 - RQ-7 - RQ-8 - RQ-9 - RQ-11